# سامير شريفوف
سامير راؤف أغلو شريفوف (بالأذرية: Samir Şərifov) هو وزير المالية لجمهورية أذربيجان (منذ 2006)، رجل دولة أذربيجاني. 

## حياته و مشواره المهني
ولد سامير شريفوف في 7 سيبتمر في 1961. تخرج من جامعة تاراس شفتشينكو الوطنية في كييف على تخصص العلاقات الدولية والقانون الدولي في 1983 و حصل درجة الماجستير. 
- من 1983 إلي 1991 عمل كاقتصادي في نظام العلاقات الاقتصادية الخارجية للاتحاد السوفياتي في باكو و في دول الأجنبية كجمهورية اليمن الديمقراطية الشعبية.
- بين 1991-1995 عمل في منسب رئيس القسم و نائب رئيس الإدارة في إدارة العلاقات الاقتصادية الدولية لوزارة الخارجية (أذربيجان).
- في 1995-2001 عمل سامير شريفوف مدير الإدارة المدير العام في البنك المركزي لجمهورية أذربيجان.
- عمل في منسب المدير التنفيذي في صندوق النفط الحكومي لجمهورية أذربيجان من 2001 إلى 2006.
- سامير شريفوف هو وزير المالية لجمهورية أذربيجان منذ 2006.[3]
- في نفس الوقت يمثل سامير شريفوف جمهورية أذربيجان مديرا في بنك البحر الأسود للتجارة والتنمية.[4]